# 江孜宗山
江孜宗山（藏語：རྒྱལ་རྩེ་རྫོང，威利转写：rgyal rtse rdzong，THL：Gyantsé Dzong），又称江孜宗山城堡、宗山遗址。位于中国西藏自治区日喀則市江孜县。
1961年，江孜宗山抗英遗址被中华人民共和国国务院列为第一批全国重点文物保护单位，1994年被定為西藏4大愛國主義教育基地之一，1997年被中共中央宣傳部列為全國百家愛國主義教育基地，把藏人抗英（駐藏清軍並沒有參戰）當作帝國主義瓜分中國的「百年國恥」的一部分。

## 历史

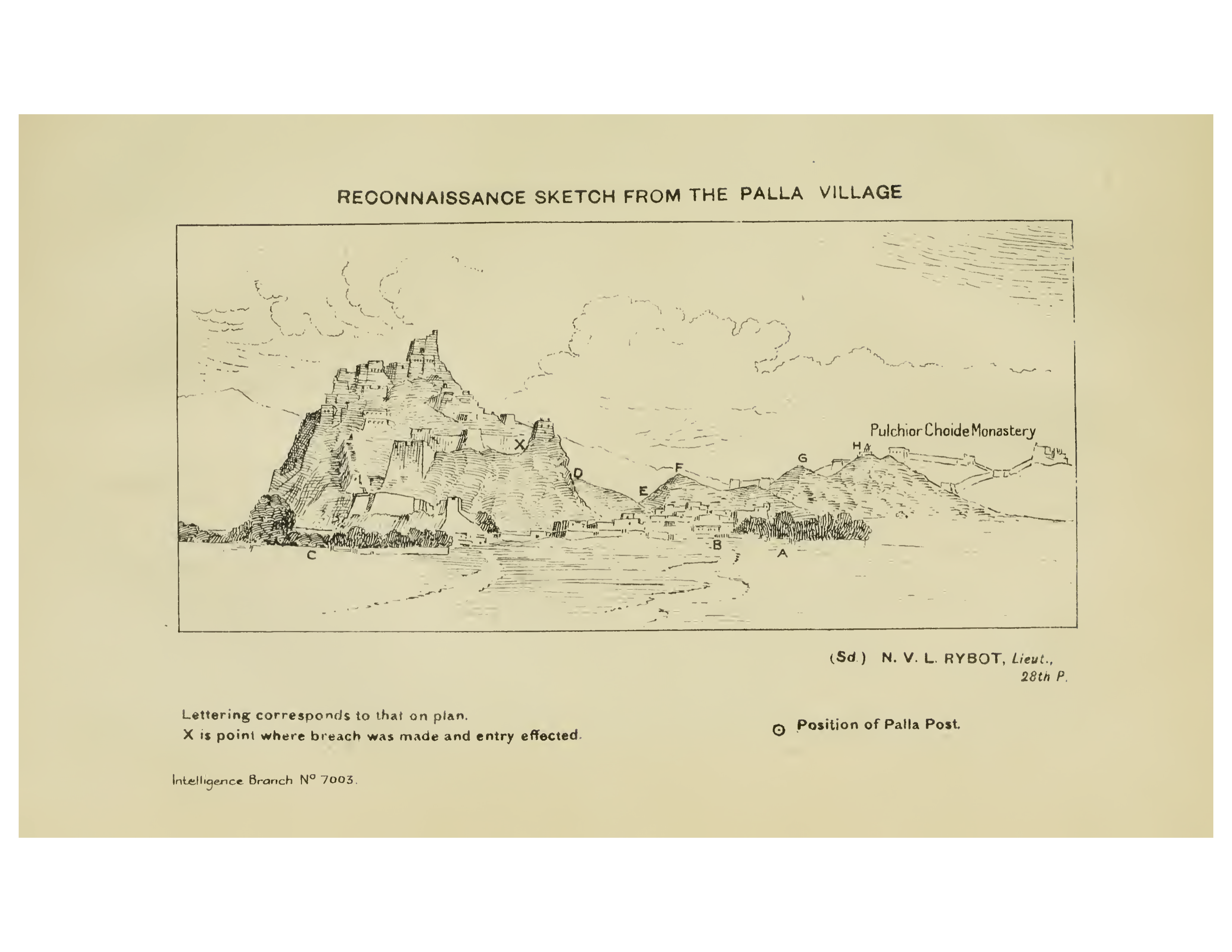
1904年的宗山城堡勘測草圖

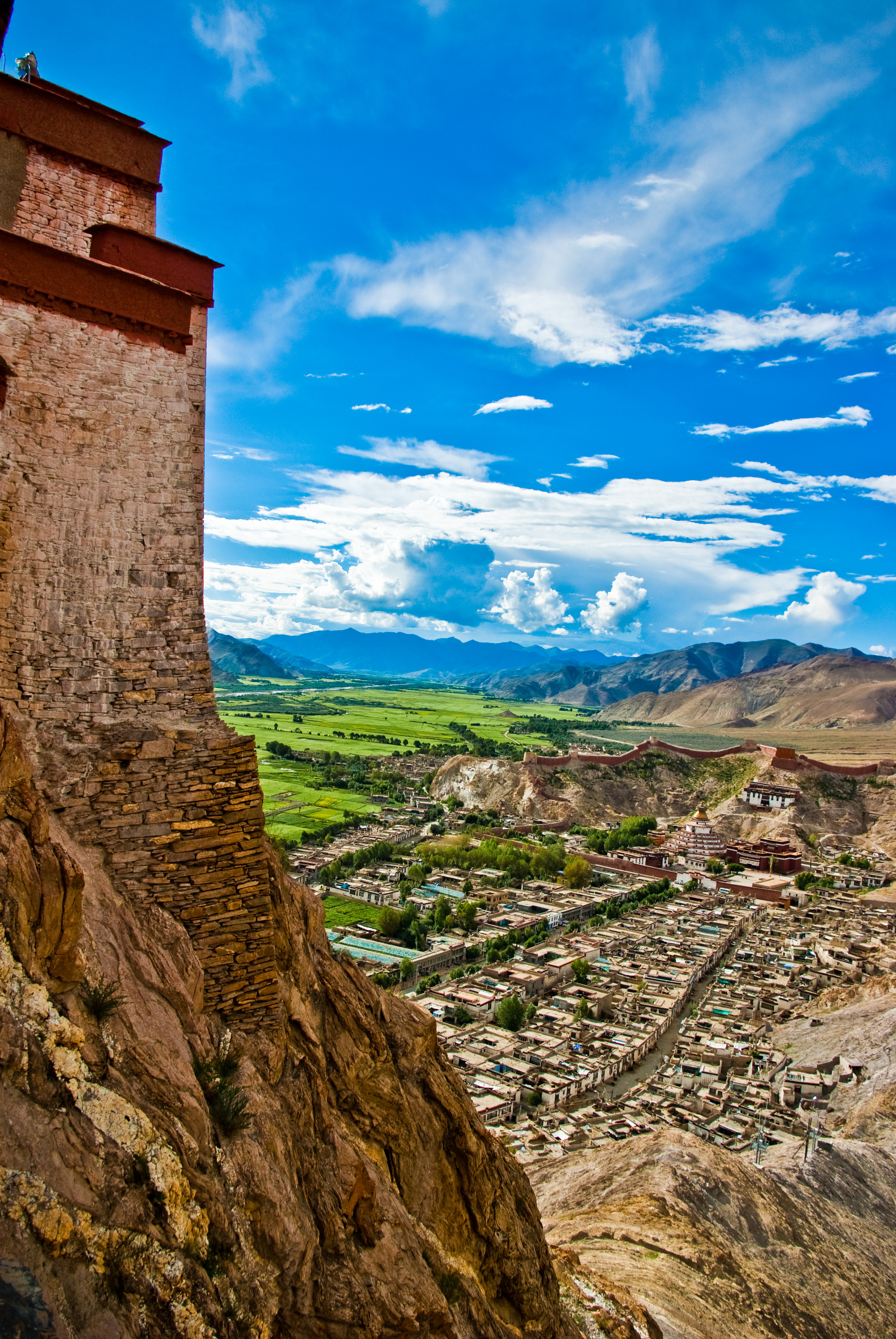
左侧为宗山城堡。远处为白居寺

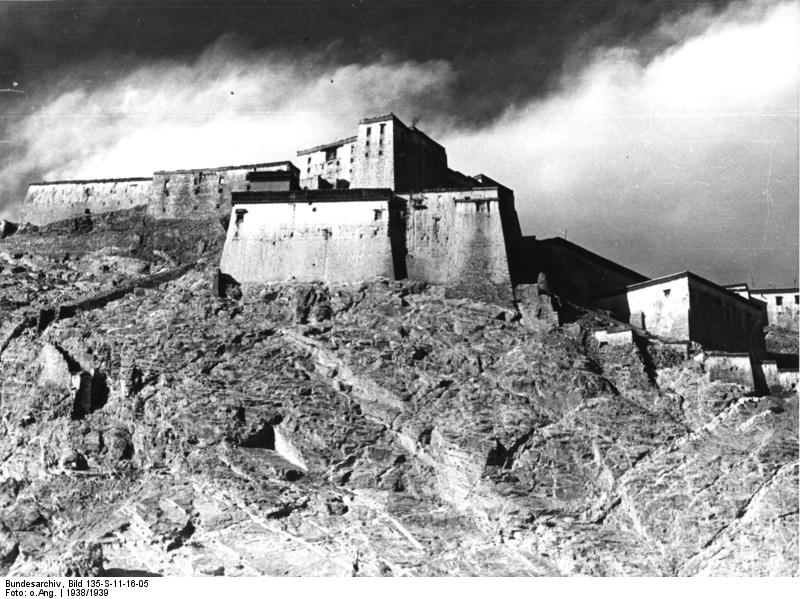
1938年的宗山城堡

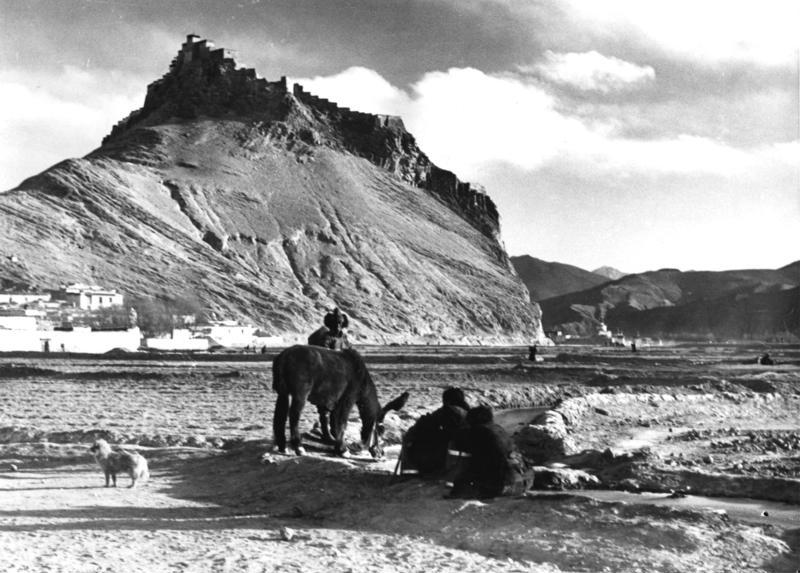
從後面看江孜宗。1938年

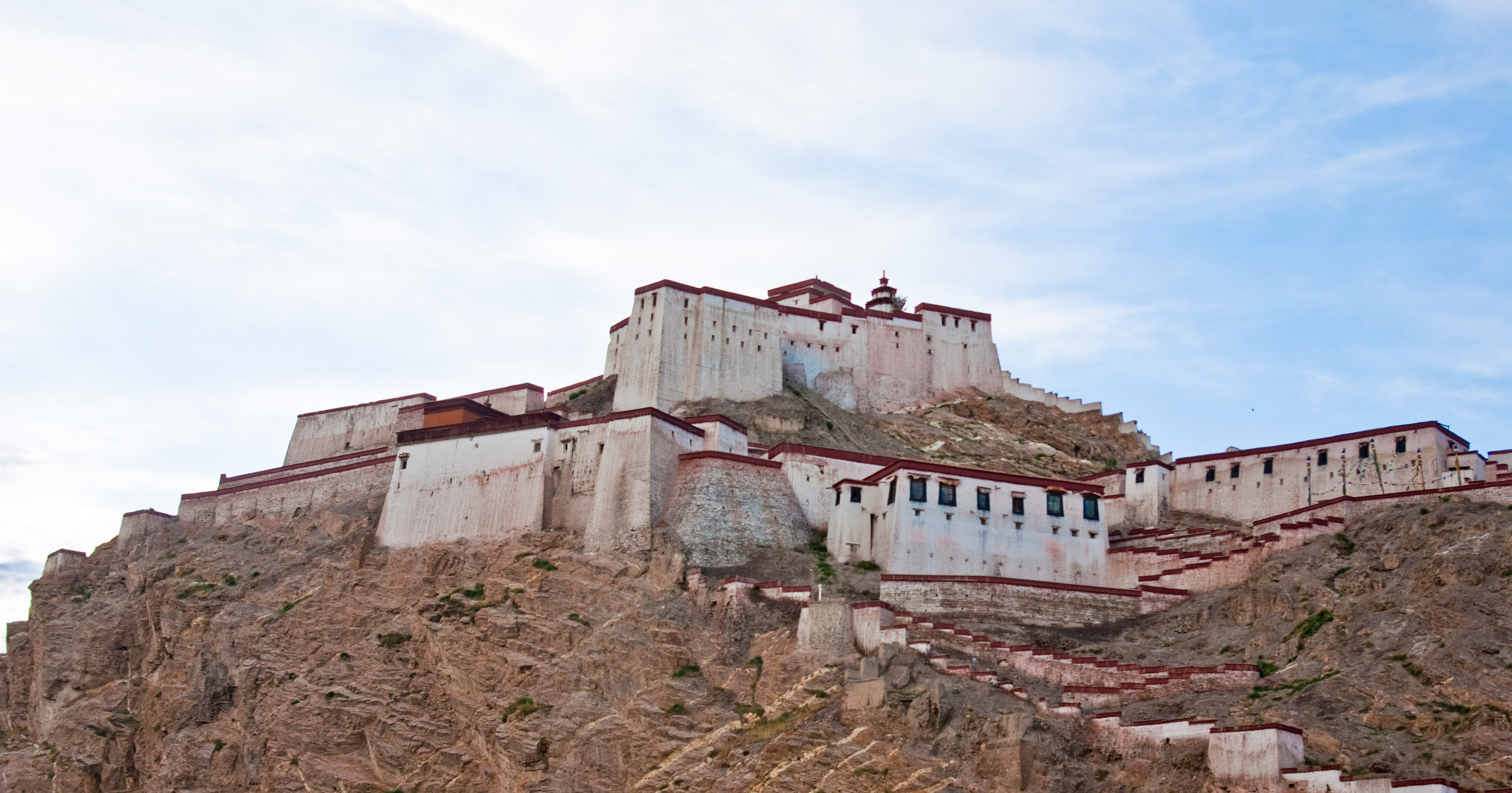
2009年的宗山城堡

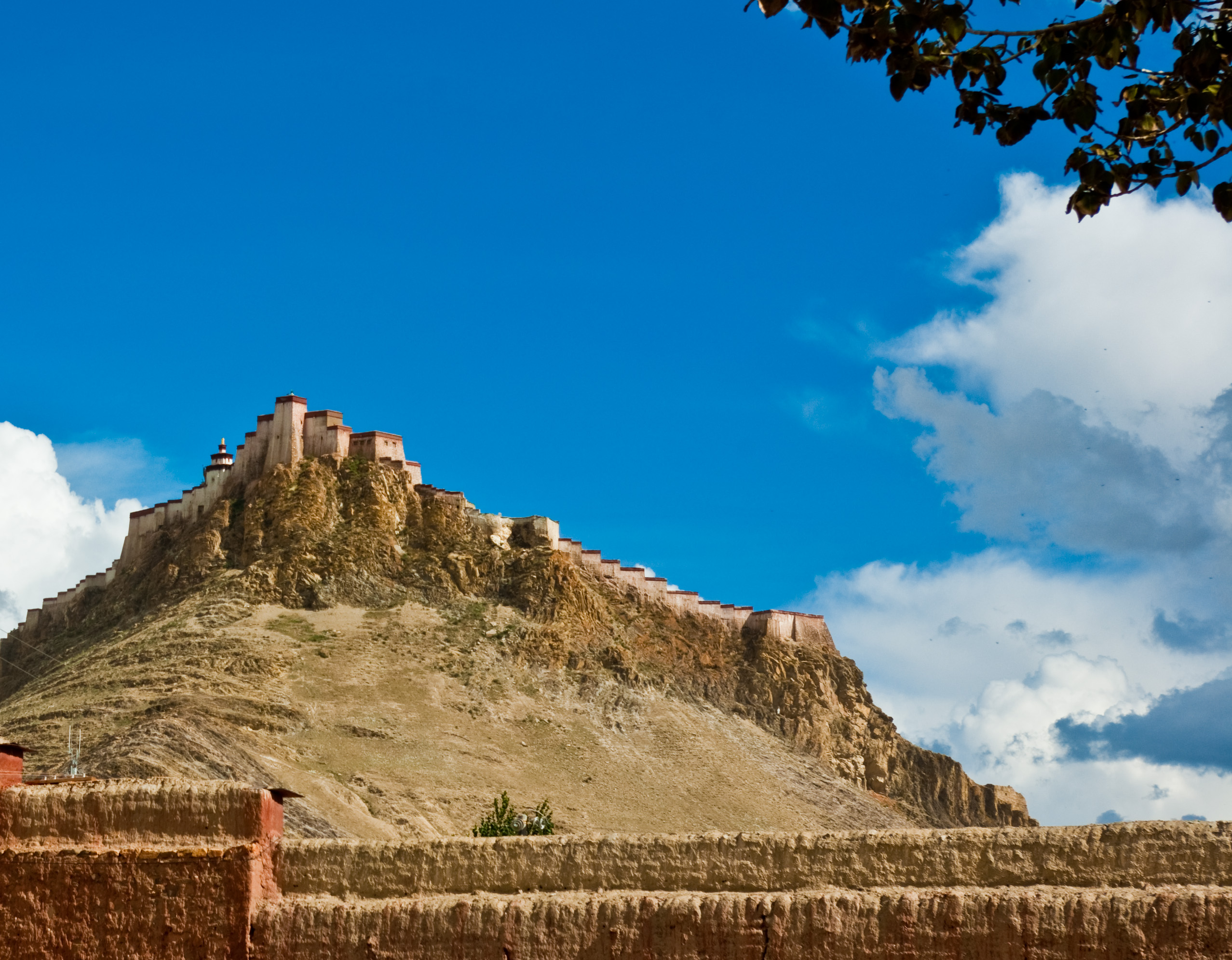
2009年的宗山城堡

江孜宗山是座小山，位于江孜镇西北部，年楚河北岸。江孜是由后藏进入前藏拉萨的门户。
藏历火兔年（967年），吐蕃赞普的后裔白阔赞，认为江孜东方的山势如同嫩枝下垂，南方如同雄狮腾空，西方的年楚河如同白绸漂流，北方如同牧女献羊奶，特别是年楚河谷平原上大片金色的青稞，从宗山望去如同长方形的金盆。于是，白阔赞便在宗山上创建宫堡式建筑，统治年楚河流域。该地区被称为 “杰卡尔孜”，意为“王城之顶”，后来音变为“江孜”。
帕竹王朝时期，江孜法王热丹贵桑帕，因其父亲在帕竹王朝任要职，故继续拥有统治年楚河上游的权力。时值帕竹王朝在全藏创建“宗”（城堡兼地區行政单位）之际，江孜遂成为西藏的十三大“宗”之一，称为“江孜宗”。五世达赖建立甘丹颇章政权，进一步强化了宗、谿卡这种行政单位，在西藏147个宗或相当于宗的谿卡中，江孜宗属大宗。西藏噶厦在江孜宗设僧、俗五品宗本各一名，负责辖区内行政、法律、经济、差税、宗教等事宜。江孜宗的辖区包括今江孜县、康马县、亚东县帕里塘拉山以北地区，总面积大约13400平方公里。江孜宗的政府驻地就是宗山城堡。
木龍年戰爭中，1904年7月5日到7月6日，英军步兵在炮兵支援下7次进攻江孜宗山，但均被藏军击退。坚守江孜宗山的近5000名藏族军民用土火枪、大刀、弓箭、抛石器与使用枪炮的英军作战。经3天抵抗，守卫江孜的藏军已到了弹尽粮绝的境地。7月7日，英军占领江孜宗山，西藏军民只有少部分人突围，中國大陸宣稱其他人冲入英军之中展开肉搏战，坚持抗击到最后的数百名藏军全部跳崖身亡。英军攻占江孜宗山后，又攻占白居寺，随即占领整个江孜。1904年4月到7月，江孜保卫战持续约100天，中國大陸宣稱是近代西藏抗击外国侵略历史上规模最大的战斗。英军由江孜前进，最终攻入拉萨，迫使西藏噶厦签署《拉萨条约》。宗山城堡也在战斗中严重损坏，成为一处遗址。
2004年9月底，西藏自治区纪念江孜抗戰役一百周年系列活动全面展开。2004年9月26日，举行江孜戰役一百周年群众纪念大会，同时举办江孜宗山英雄纪念碑维修揭幕仪式。
现在，宗山前的广场被命名为英雄广场。广场上矗立着江孜宗山英雄纪念碑。藏學家羅伯·巴聶特表示，「在1990年代之前，藏人並沒有『江孜英雄』的說法」。

## 建筑

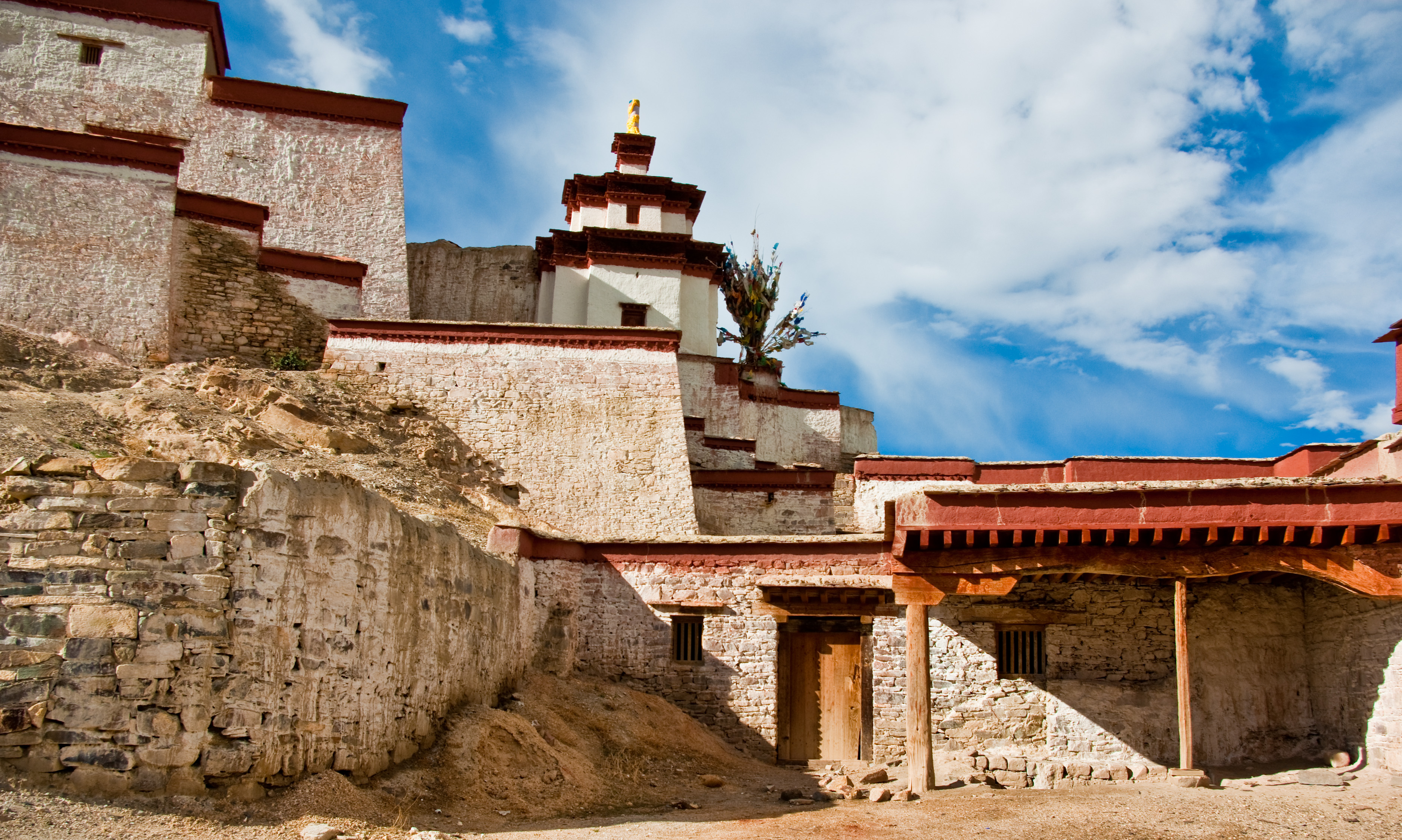
宗山城堡內部

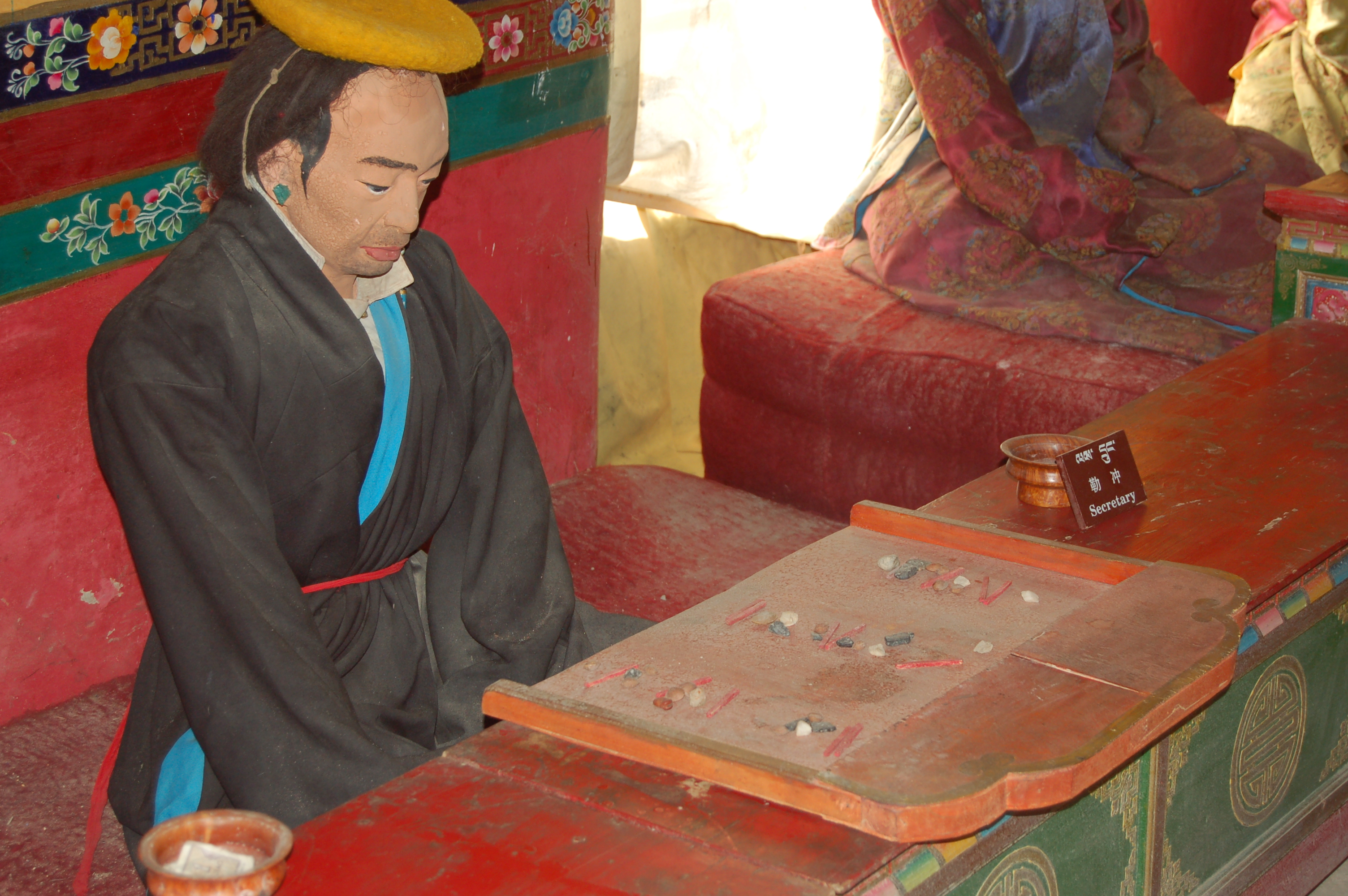
江孜宗政府议事厅内的勒冲塑像

江孜宗山抗英遗址现设有抗英炮台、抗英勇士跳崖处、江孜宗政府议事厅等景点。可从前山沿着阶梯上山，也可从后山乘车直接到达山腰处的江孜宗政府议事厅。从宗山顶上可以俯瞰年楚河谷与白居寺。
- 抗英炮台：江孜保卫战中，西藏军民在该炮台用清朝乾隆五十六年（1791年）大将军福康安曾使用过的“黄色兄弟”大炮抗击英军。[1]
- 抗英勇士跳崖处：江孜保卫战历经3个月，最后西藏军民弹尽粮绝，中國大陸宣稱从宗山北侧悬崖纵身跳下，壮烈殉难。此处如今立有纪念碑。[1]國外藏學家則質疑集體跳崖是否史實，英方對此全無記載，而西藏流亡政府也否認集體跳崖的說法。[7][8]
- 驻藏大臣巡边石碑：该碑刻于清朝乾隆六十年，记载驻藏大臣松筠、和宁巡视边防的历程及戍边要领。[1]
- 江孜宗政府议事厅：通过塑像再现了江孜宗政府官员办公的场景。展厅内还展出的江孜宗政府土地清册等资料。[1]廳內傢俱與塑像服飾與查爾斯·阿爾弗雷德·貝爾1921年在拉薩拍攝的法院照片十分吻合。[9]
- 法王殿：建于明朝，又称“如意宝寺”。殿内留有江孜保衛戰的痕跡。[1]

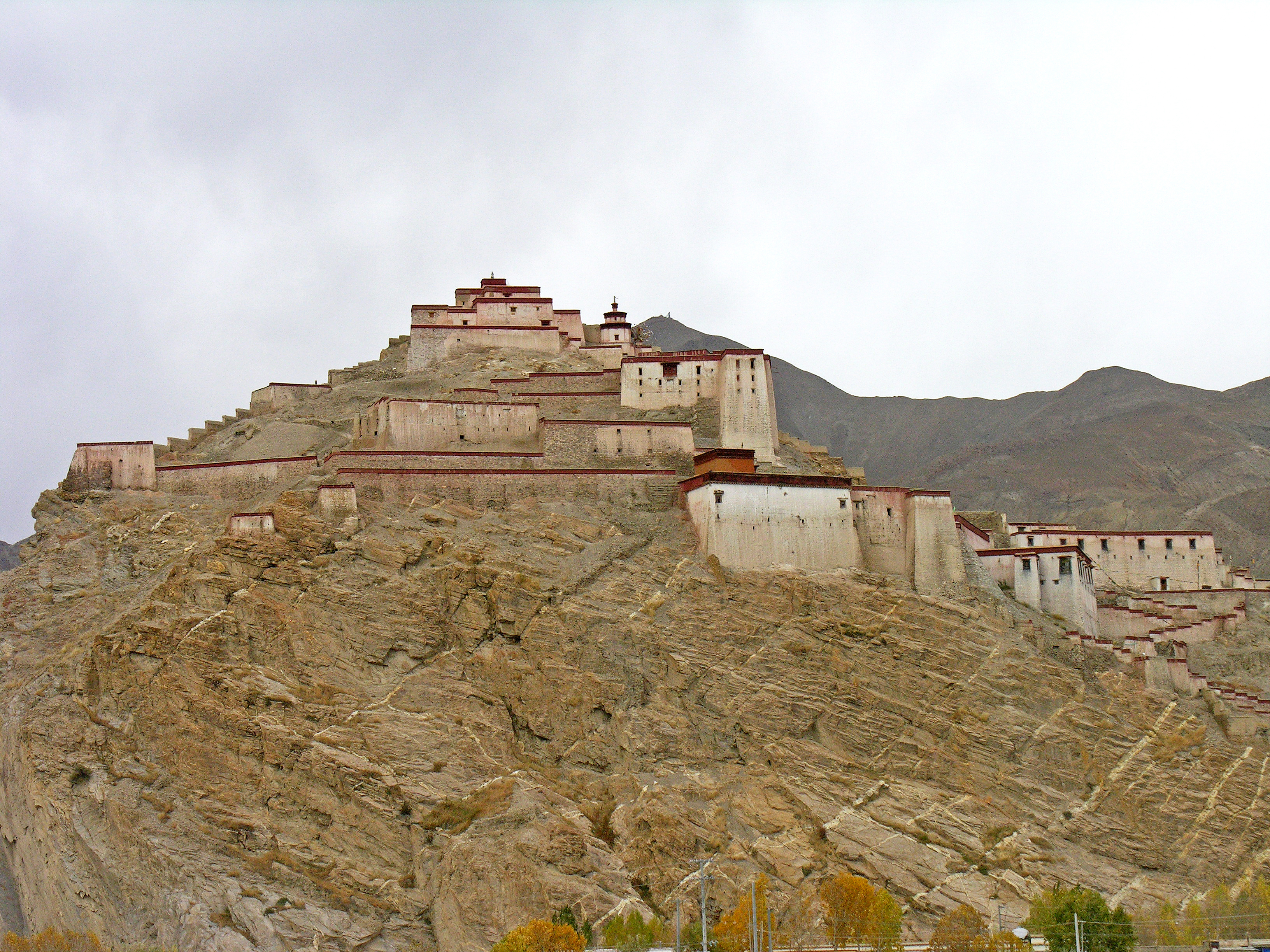
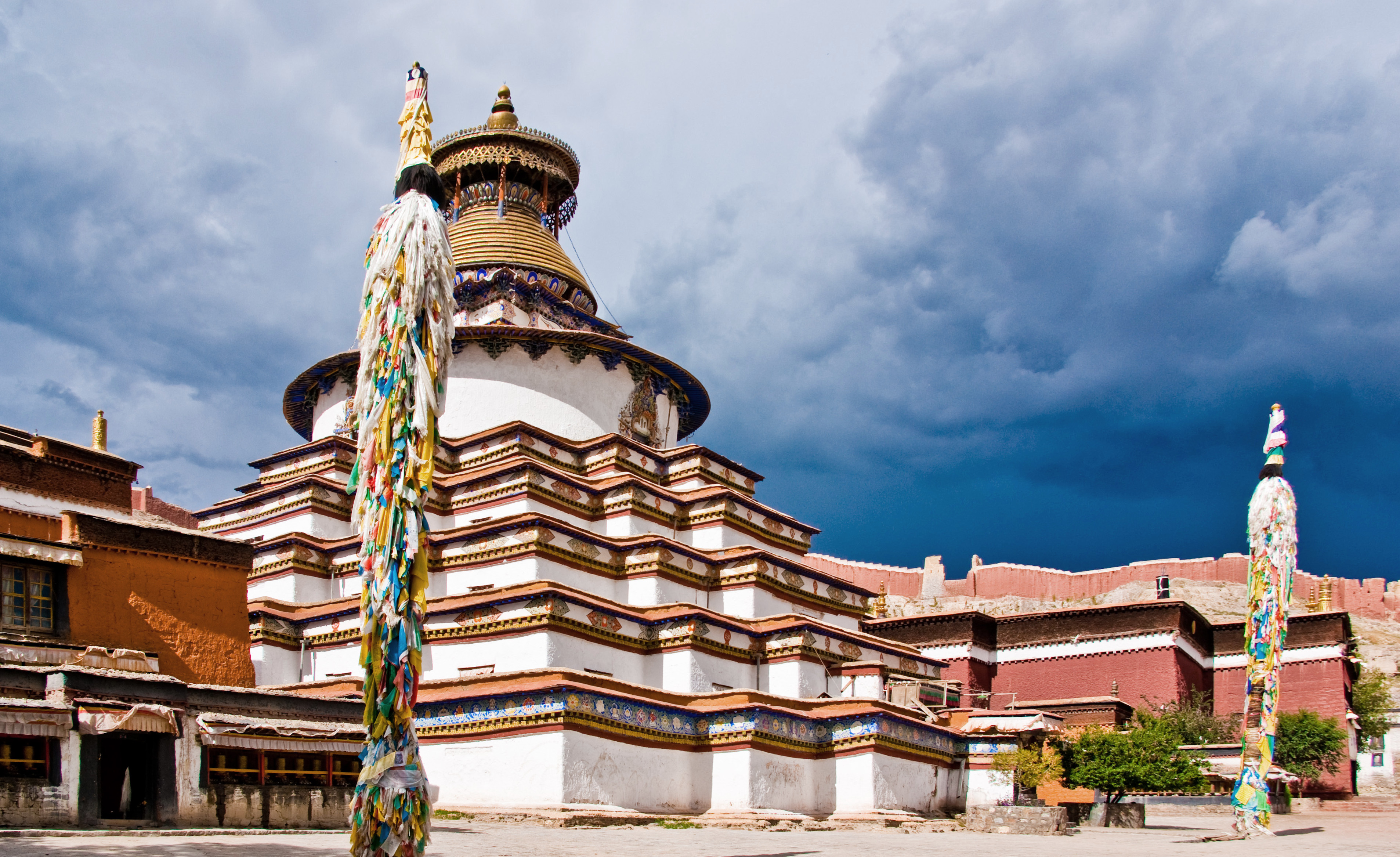
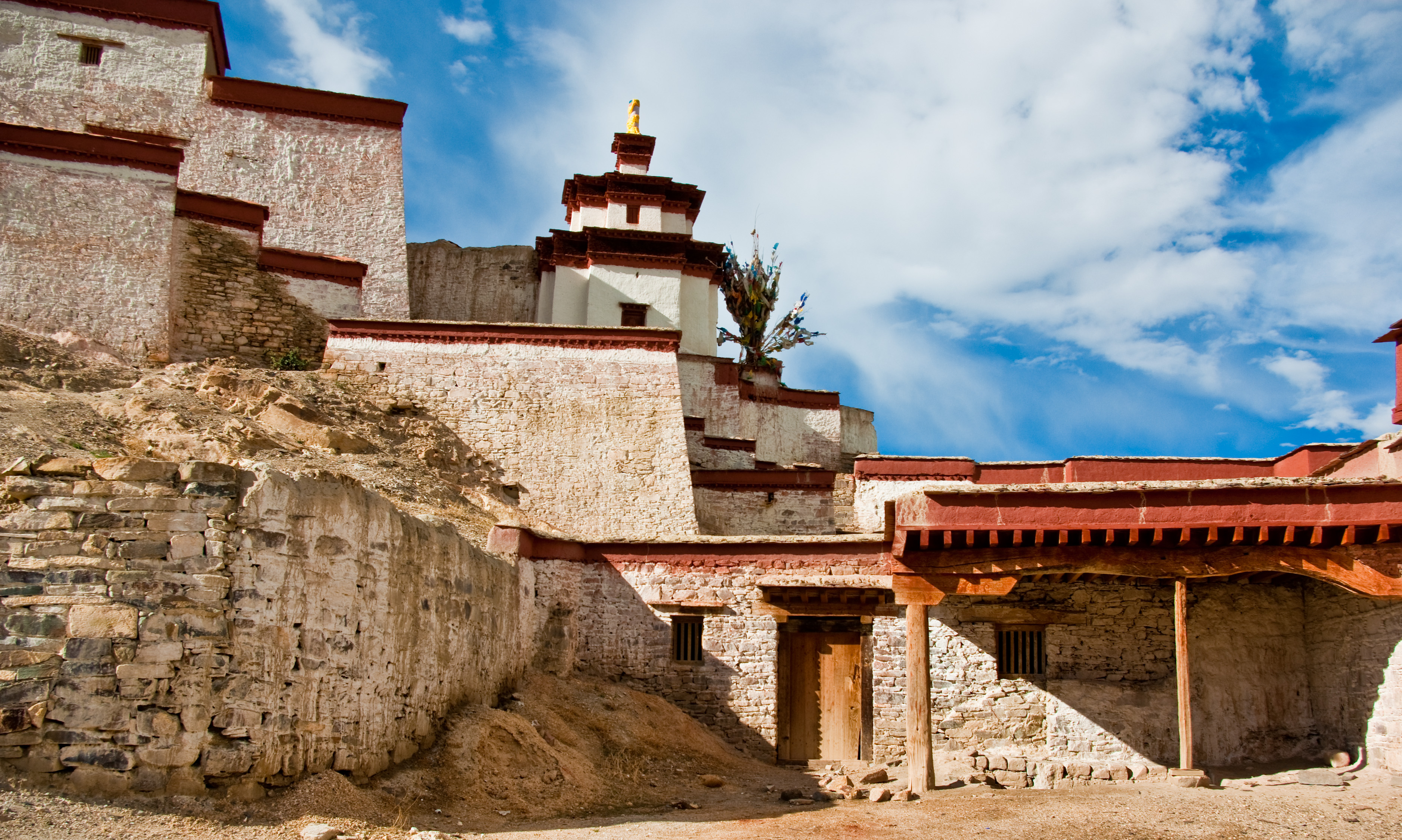
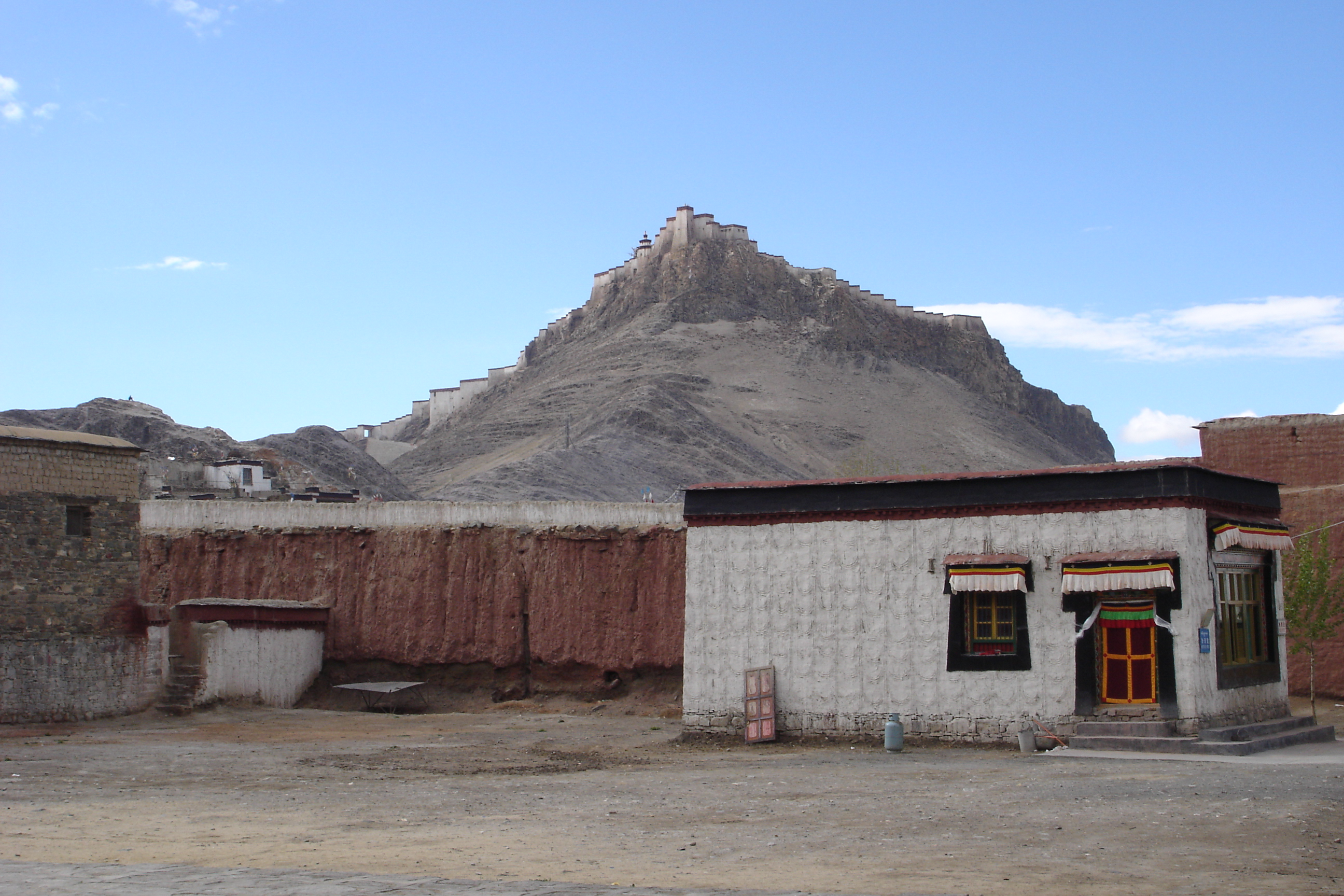
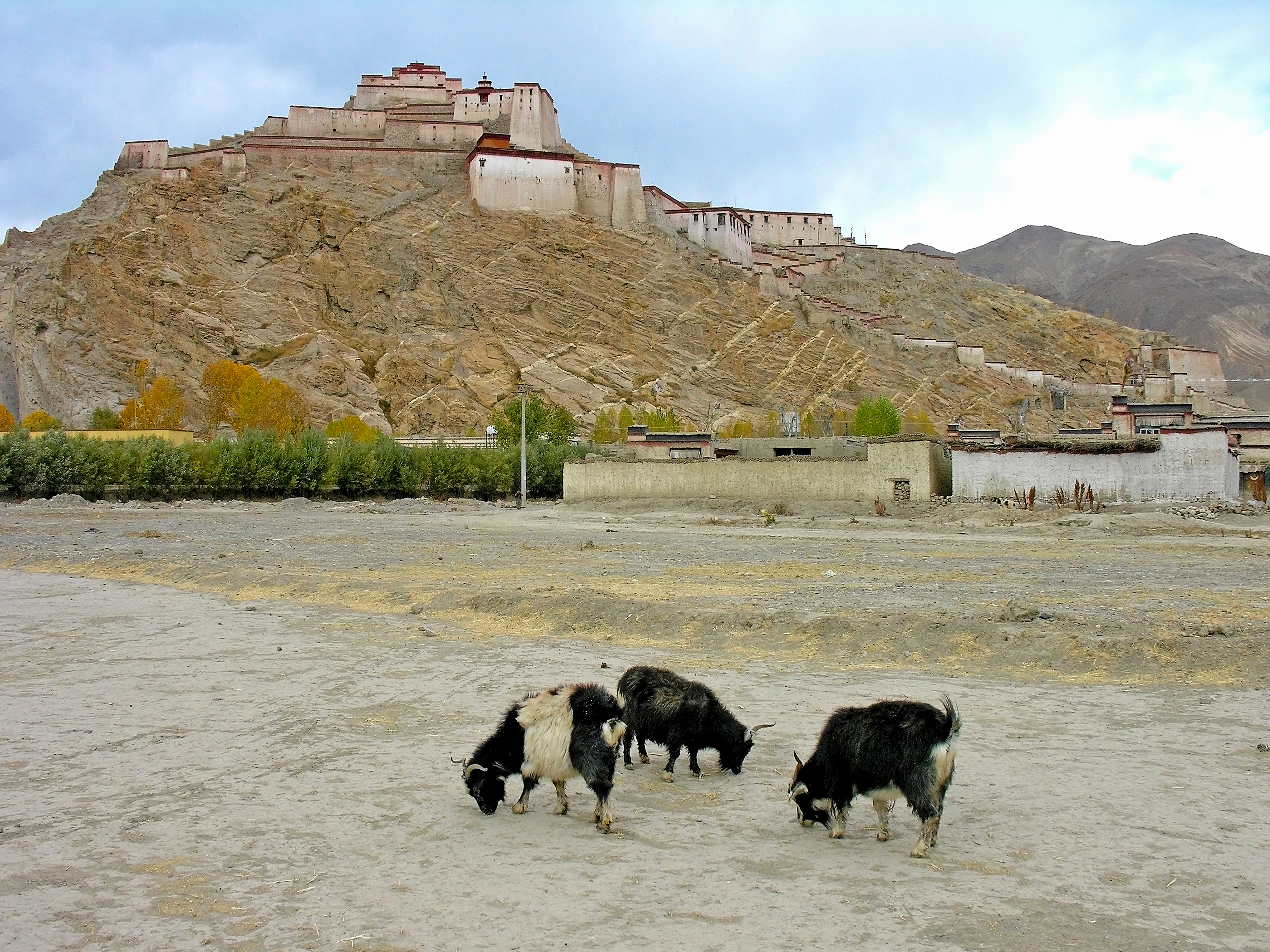

## 相关文艺作品
1995年，导演冯小宁以江孜戰役为题材，拍摄了电影《红河谷》宣揚愛國主義，使江孜保卫战和江孜宗山抗英遗址在中國广为人知。